# Gary Chapman (schrijver)

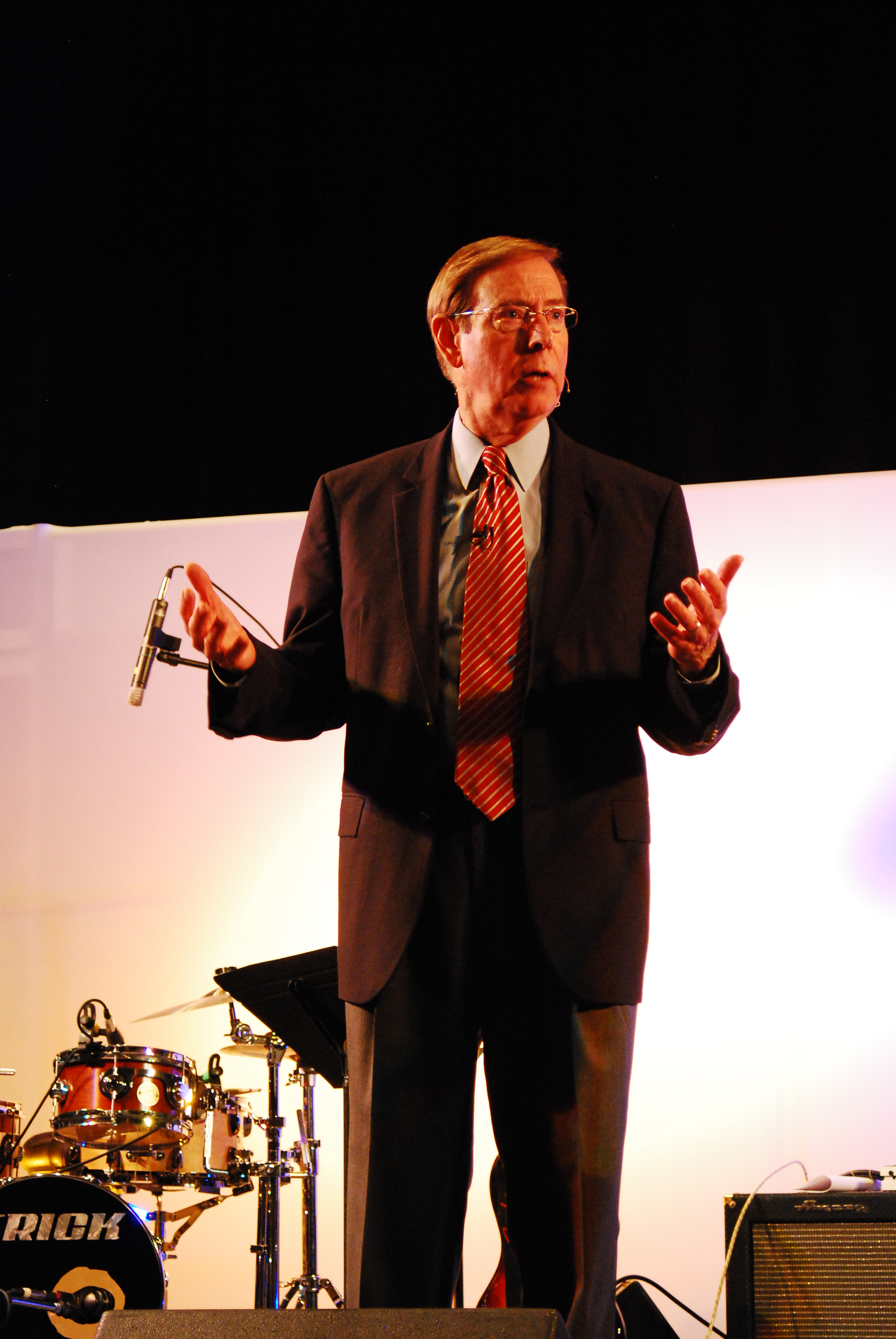
Gary Chapman

Gary Demonte Chapman (10 januari 1938) is een Amerikaanse voorganger en schrijver. Hij is vooral bekend als auteur van het boek De 5 talen van de liefde.

## Levensloop
Chapman studeerde aan Moody Bible Institute en behaalde een Bachelor of Arts en een Master of Arts in de antropologie aan Wheaton College  en Wake Forest University. Verder behaalde hij een Master of Religious Education (M.R.E) en promoveerde aan de Southwestern Baptist Theological Seminary.
In 1971 trad Chapman als voorganger toe de staf van Calvary Baptist Church in Winston-Salem in North Carolina. Internationaal is hij vooral bekend als schrijver van het boek De 5 talen van liefde dat in 1992 verscheen. Volgens hem zijn er vijf algemene liefdestalen waarmee mensen hun liefde aan elkaar kunnen doen blijken, namelijk door het geven van het beste deel van onze tijd;  door bemoedigende woorden; door cadeaus; door hulpvaardigheid en door lichamelijke aanraking. Van het boek werden meer dan 8 miljoen exemplaren verkocht en het werd vertaald in 49 talen. Daarna verschenen er andere boeken van de hand over hetzelfde thema, maar gericht op specifieke doelgroepen, bijvoorbeeld de Liefdestalen van singles en  De 5 talen van liefde voor kinderen.